# Alpaida octolobata
Alpaida octolobata är en spindelart som beskrevs av Levi 1988. Alpaida octolobata ingår i släktet Alpaida och familjen hjulspindlar. Inga underarter finns listade i Catalogue of Life.